# Кобельков, Георгий Михайлович
Гео́ргий Миха́йлович Кобелько́в (род. 4 марта 1947, д. Казатин Винницкой области) — советский и российский математик, специалист в области численных методов решения задач математической физики.

## Биография
Родился в рабочей семье. Среднюю школу окончил с золотой медалью.
Окончил механико-математический факультет МГУ в 1970 году по кафедре вычислительной математики. Дипломную работу выполнил под руководством А. Н. Тихонова.
Кандидатскую диссертацию защитил в 1975 году (научный руководитель — Н. С. Бахвалов). Доктор физико-математических наук с 1985 года. Профессор с 1987 года.
С 1991 года заведующий лабораторией компьютерного моделирования механико-математического факультета МГУ, с 2007 года — заведующий кафедрой вычислительной математики, ведущий научный сотрудник в ИВМ РАН.

## Награды и звания
- Лауреат премии Отделения математики АН СССР (1989)
- Лауреат премии им. М. В. Ломоносова (1998)
- Лауреат премии им. М. В. Ломоносова за педагогическую деятельность (2010)

## Труды
- Бахвалов Н. С., Жидков Н. П., Кобельков Г. М. Численные методы. 2003. ISBN 5-94774-060-5

Переводы
- Кук Д., Вейз Г. Компьютерная математика / Пер, с англ. Г. М. Кобелькова. — М.: Наука, 1990. — 384 с. — ISBN 5-02 014216-6.